# Cobleskill
Ne doit pas être confondu avec Cobleskill (village, New York).
Cobleskill est une ville du comté de Schoharie dans l'État de New York aux États-Unis. Lors du recensement de 2010, sa population est de 6 625 habitants, dont 4 678 dans le village de Cobleskill.
Cobleskill accueille un campus technologique de l'université d'État de New York.

## Géographie
Cobleskill se trouve dans le centre de l'État de New York, à l'ouest d'Albany. Elle est arrosée par la rivière homonyme, la Cobleskill Creek (en).
La municipalité s'étend sur 30,78 milles carrés (79,72 km2), dont 0,18 milles carrés (0,47 km2) d'étendues d'eau.

## Histoire
La localité est nommée en l'honneur de Jacob Kobel, qui a fondé un moulin sur l'actuelle Cobleskill Creek vers 1712. La terminaison provient du néerlandais « kil » qui signifie « ruisseau ».

## Démographie
Selon l'American Community Survey de 2018, 92 % de la population de Cobleskill est blanche et 5 % afro-américaine. 6 % de ses habitants parlent une autre langue que l'anglais à la maison, il s'agit de l'espagnol pour la moitié d'entre eux. Accueillant une université, Cobleskill a un âge médian de 30,9 ans, inférieur de 7 ans à l'âge médian national.
Le revenu médian par foyer y est de 47 835 dollars, inférieur à celui de l'État de New York (65 323 dollars) et des États-Unis (60 293 dollars). Parallèlement, la municipalité connaît un taux de pauvreté plus important à 17 % (contre 13,6 % et 11,8 %),.